# Františka Kinská z Vchynic a Tetova
Františka Kinská z Vchynic a Tetova (německy Franziska Kinsky von Wchinitz und Tettau, 8. srpna 1813, Vídeň – 5. února 1881, tamtéž) byla kněžna z Lichtenštejna. Pocházela z českého rodu Kinských.

## Původ
Františka de Paula Barbora Romana Bernarda Kinská z Vchynic a Tetova se narodila ve Vídni jako dcera hraběte Františka de Paula Josefa Kinského z Vchynic a Tetova a jeho manželky hraběnky Terezie z Vrbna a Bruntálu (něm. Therese von Wrbna und Freudenthal).
V den svých osmnáctých narozenin, 8. srpna 1831, se ve Vídni provdala za pozdějšího lichtenštejnského knížete Aloise II.
Založila první fond na pomoc sirotkům v Lichtenštejnském knížectví.
Zemřela 5. února 1881 a jako poslední kněžna lichtenštejnská byla pochována v rodové hrobce u kostela Narození Panny Marie ve Vranově u Brna.

## Potomci
Z jejich manželství vzešlo jedenáct dětí, z čehož oba synové knížata zůstali bezdětní.
- 1. Marie Františka (20. září 1834 – 1. prosince 1909), ⚭ 1860 Ferdinand hrabě z Trauttmansdorffu (27. června 1825 – 12. prosince 1896), nejvyšší komorník císařského dvora, předseda rakouské Panské sněmovny
- 2. Karolína Marie (27. února 1836 – 28. března 1885), ⚭ 1855 Alexander z Schönburg-Hartensteinu (5. března 1826 – 1. října 1896)
- 3. Sofie (11. července 1837 – 25. září 1899), ⚭ 1859 Karel Löwenstein-Wertheim-Rosenberg (21. května 1834 – 8. listopadu 1921)
- 4. Aloisie (13. srpna 1838 – 17. dubna 1920), ⚭ Jindřich, hrabě z Fünfkirchenu (25. ledna 1830 – 2. ledna 1885)
- 5. Ida Marie (17. září 1839 – 4. srpna 1921), ⚭ 1857 Adolf Josef ze Schwarzenbergu (18. března 1832 – 5. října 1914), kníže ze Schwarzenbergu, 13. vévoda krumlovský
- 6. Jan II. (5. října 1840 – 11. února 1929), lichtenštejnský kníže, svobodný a bezdětný
- 7. Františka (30. prosince 1841 – 13. května 1858)
- 8. Henrieta Marie (6. června 1843 – 24. prosince 1931), ⚭ 1865 Alfréd z Lichtenštejna (11. července 1842 – 8. října 1907)
- 9. Anna (26. února 1846 – 22. dubna 1924), ⚭ 1864 Jiří Kristián z Lobkowicz (14. května 1835 – 21. prosince 1908), kníže z Lobkowicz, nejvyšší maršálek Českého království
- 10. Tereza (28. července 1850 – 13. března 1938), ⚭ 1882 Arnulf Bavorský (6. července 1852 – 12. listopadu 1907)
- 11. František I. (28. srpna 1853 – 25. července 1938), kníže lichtenštejnský, ⚭ 1929 Elsa von Gutmann (6. ledna 1875 – 28. září 1947)